# Przemija postać świata
Przemija postać świata – powieść historyczna Hanny Malewskiej wydana w 1954 roku.
Akcja powieści toczy się w VI w. w Italii rządzonej przez Ostrogotów. Powieść miała wiele wydań. Była przełożona na język: czeski (1981), niemiecki (1973), słowacki (1983). Adaptacja radiowa: Śmierć królowej Amalasunty w 1969.